# May (filme)
May (bra: May - Obsessão Assassina) é um filme independente norte-americano de terror psicológico de 2002, escrito e dirigido por Lucky McKee. Estrelado por Angela Bettis, Jeremy Sisto, Anna Faris e James Duval, o filme apresenta a história de uma jovem solitária (Bettis) traumatizada por uma infância difícil e suas tentativas cada vez mais desesperadas de se conectar com as pessoas ao seu redor.
Embora May não tenha tido sucesso nas bilheterias, recebeu críticas geralmente favoráveis dos críticos, e agora é considerado um filme cult.

## Elenco
- Angela Bettis como May Dove Cannady
- Jeremy Sisto como Adam Stubbs
- Anna Faris como Polly
- James Duval como Blank
- Nichole Hiltz como Ambrosia
- Kevin Cage como Papa Cannady
- Merle Kennedy como Mama Canady
- Chandler Riley Hecht como May (criança)
- Rachel David como Petey
- Nora Zehetner como Hoop
- Will Estes como Chris
- Roxanne Day como Buckle
- Samantha Adams como Lucille
- Brittney Lee Harvey como Diedre

## Recepção
No site agregador de críticas Rotten Tomatoes, 70% das 71 avaliações dos críticos são positivas. O consenso do site afirma: "um filme slasher acima da média"
O Metacritic, que usa uma média ponderada, atribuiu ao filme uma pontuação de 58 em 100, baseado em 18 críticos, indicando críticas "mistas ou médias".

## Lançamento
Arrecadou $ 99.023 dólares na Espanha e $ 15.049 dólares em Taiwan. Recebeu lançamento limitado a nove cinemas na América do Norte. Arrecadou U$$ 150.277 dólares durante a sua execução em todos os cinemas.